# Apollinaris van Ravenna

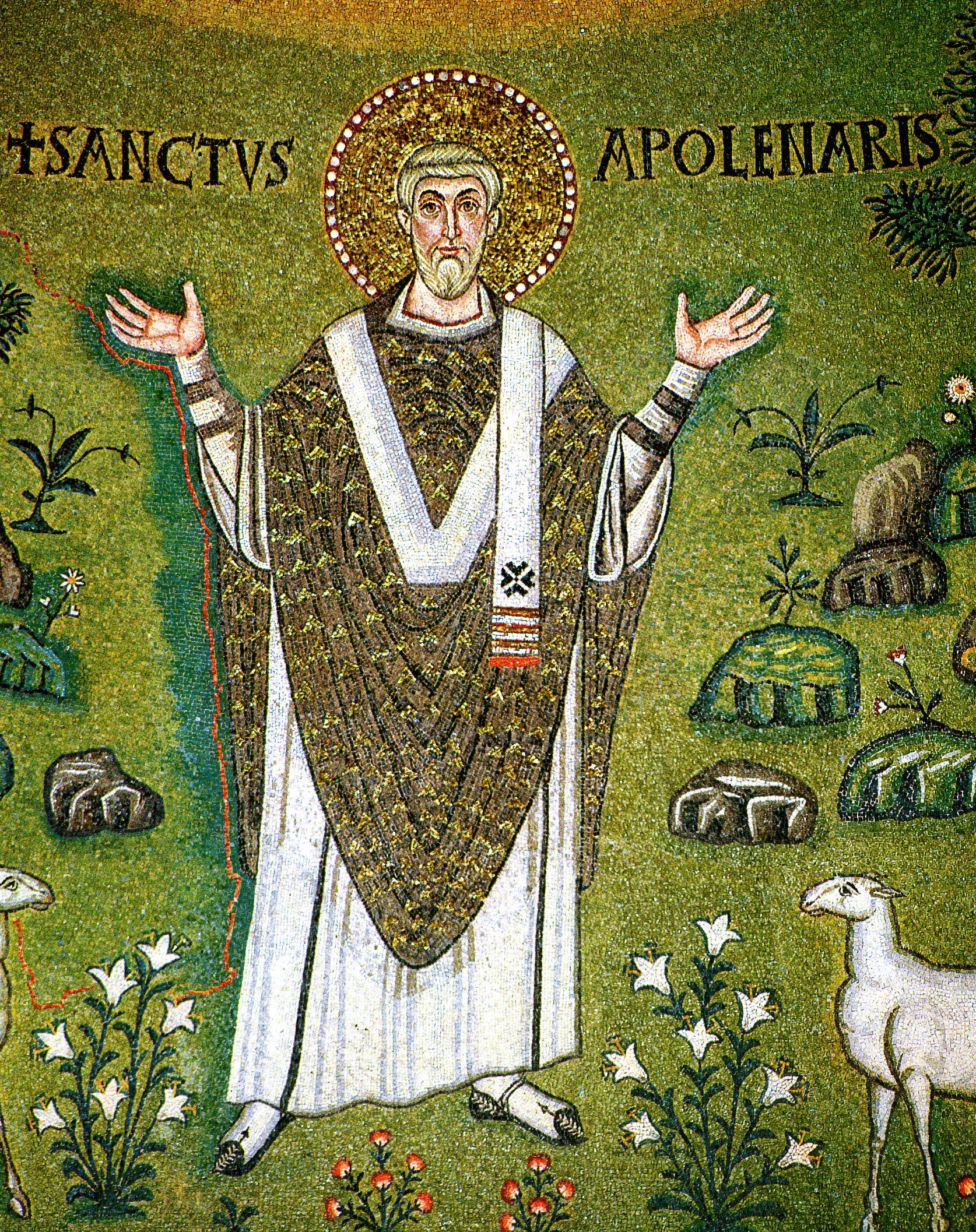
Sint Apollinaris in de Basilica di Sant'Apollinare in Classe in Ravenna

Apollinaris (Italiaans: Apollinare) (Antiochië (Syria) - Ravenna, c. 75/79) is een Syrische heilige, die in het Romeinse Martyrologium beschreven is als "een bisschop die, volgens de traditie, terwijl hij de diepe rijkdom van Christus verspreidde onder de volkeren, zijn kudde leidde als een goede herder en de Kerk van Classis, nabij Ravenna, vereerde met een glorierijk martelaarschap."
Hij werd door Petrus, van wie hij een leerling was, als eerste bisschop van Ravenna gewijd. Apollinaris en zijn kudde werden verdreven uit Ravenna tijdens de vervolgingen van keizer Vespasianus (of Nero, afhankelijk van de bron). Bij het verlaten van de stad werd hij geïdentificeerd, gearresteerd als leider, gefolterd en doodgemarteld.
Hij wordt als heilige herdacht op 20 of 23 juli.
- Gemeinsame Normdatei: 119484447
- Library of Congress Control Number: no2009100458
- Virtual International Authority File: 72205142
- WorldCat: E39PBJd3RhwF9btvtpYTjvGbVC